# Pankracij Gregorc
Pankracij Gregorc (Gregorec), slovenski župnik, pesnik in pisatelj, * 7. maj 1867, Videm pri Ptuju, † 15. avgust 1920, Slovenske Konjice.

## Življenjepis
Pankracij Gregorc je gimnazijo obiskoval na Ptuju in Mariboru. teologijo je od leta 1880 do 1892 študiral v Mariboru. Od 1892 je bil kaplan v Polzeli, Trbovljah in Mozirju, od 1902 do smrti pa je bil župnik pri Sv. Venčeslavu v Zgornji Ložnici kjer je tudi pokopan.

## Delo
Kot dijak in bogoslovec se je pridno vadil v pesništvu; pesmi so izhajale v precejšnjem številu v Ljubljanskem zvonu (1890–1894) (objavljene pod šifro y), bolj poredko, a dalje časa pri Mohorjevi družbi, nekaj tudi v celjskem zborniku Naš dom; nekatere so ljubke, a epigonskega značaja brez izrazite osebne note, saj so večinoma iz dijaške dobe. Spesnil je tudi legendo »Sv. Venceslav« (COBISS), osnovano na zgodovinskem izročilu o gradnji župnijske cerkve Sv. Venčeslava. Spisal je nekaj poljudnih povesti in legend za Mohorjevo družbo (Grajski lovec, 1896), pripovedke o cerkvi Matere božje na Ptujski gori (Ne  popivaj) in novelo (Brez volje) ter izdal šmarnice Novi majnik (Maribor 1915). Pesniško zapuščino (5 zvezkov) hrani Zgodovinsko društvo v Mariboru.